# Ficus amazonica
Ficus amazonica là một loài thực vật thuộc họ Moraceae. Loài này có ở Brasil, Guyana, Trinidad và Tobago, và Venezuela.